# Paratanytarsus argentiniensis
Paratanytarsus argentiniensis är en tvåvingeart som beskrevs av Jean-Jacques Kieffer 1925. Paratanytarsus argentiniensis ingår i släktet Paratanytarsus och familjen fjädermyggor. Inga underarter finns listade i Catalogue of Life.